# Café Herrenhof
El Café Herrenhof fue un café de Viena. Se encontraba en el número 10 de la Herrengasse, en el centro de Viena. Se inauguró en 1918 y en los años 20 llegó a ser uno de los lugares más frecuentados por los literatos de la ciudad. Este establecimiento cerró en 1961, año en que se derribó el inmueble que ocupaba.
Poco después de la Primera Guerra Mundial (y tras la muerte de Peter Altenberg), muchos escritores que solían frecuentar otros cafés (como el Central y el Museum) se trasladaron al Herrenhof, del que solían preferir la sala interior. El café conoció su apogeo en los años 20. Tras la anexión a Alemania fue confiscado a su propietario, que era judío, y arianizado. Al término de la Segunda Guerra Mundial resurgió brevemente bajo la administración de su antiguo jefe de camareros, Albert Kainz. 
Tras el cierre del café en 1961, el siguiente lugar de encuentro de los literatos sería el Café Hawelka. 
Parroquianos famosos del Café Herrenhof: Franz Blei, Hermann Broch, Hugo von Hofmannsthal, Friedrich Eckstein, Milena Jesenská, Anton Kuh, Robert Musil, Leo Perutz, Walther Rode, Joseph Roth, Hugo Sperber, Hilde Spiel, Otto Soyka, Friedrich Torberg y Franz Werfel.
Friedrich Torberg describió la atmósfera de este café en su volumen de cuentos Die Tante Jolesch oder der Untergang des Abendlands in Anekdoten (La tía Jolesch, o la decadencia de Occidente en anécdotas).